# Henrique Bernardelli
Henrique Bernadelli (Valparaíso, Chile, 15 de julio de 1857 - Río de Janeiro, 6 de abril de 1936), fue un pintor chileno nacionalizado brasileño.

## Vida y obra
Henrique Bernardelli nació en la ciudad chilena de Valparaíso, hermano del escultor Rodolfo Bernardelli que nació em México y de Felix Bernardelli, pintor y músico que nació en Brasil. En 1870 se matriculó en la Academia Imperial de Bellas Artes, estudiando con pintores de destacada importancia, como Victor Meireles y Agostinho da Mota. En 1878 se naturalizó brasileño para poder concursar al Premio de Viaje a Europa concedido por AIBA. Después de perder el concurso -que ganó Rodolfo Amoedo-, viajó a Roma, Italia, en 1879. Allí, entró en contacto con la obra de artistas como Francesco Paolo Michetti y Giovanni Segantini.
De vuelta a Río de Janeiro en 1888, el artista participó en incontables exposiciones: en 1889 en la Exposición Universal de París, ganando la medalla de bronce con la tela Os Bandeirantes; en 1890 en la Exposición General de las Bellas Artes, donde se destacó con obras como Dicteriade, Tarantella y Calle de Venezia y en 1893 de la Exposición Universal de Chicago, con Messalina, Mater y Proclamação da República.
En 1891, se convirtió en profesor de pintura en la recién inaugurada Escuela Nacional de Bellas Artes de Brasil. El artista mantuvo vivo el contacto con la cultura figurativa italiana, viajando constantemente a ciudades como Roma, Nápoles y Venecia. Dio clase en la Escuela hasta 1906, pasando entonces a dar clases particulares en su propia academia. Su trabajo como decorador merece destacarse, habiendo realizado trabajos en el Teatro Municipal de Río de Janeiro, la Biblioteca Nacional y el Museo Nacional de Bellas Artes.
En 1916 obtuvo una de las más altas condecoraciones a la que un artista plástico puede aspirar en Brasil: la Medalla de la Honra. Fue también miembro del Consejo Superior de Bellas Artes, para el cual prestó relevantes servicios.